# Araonas

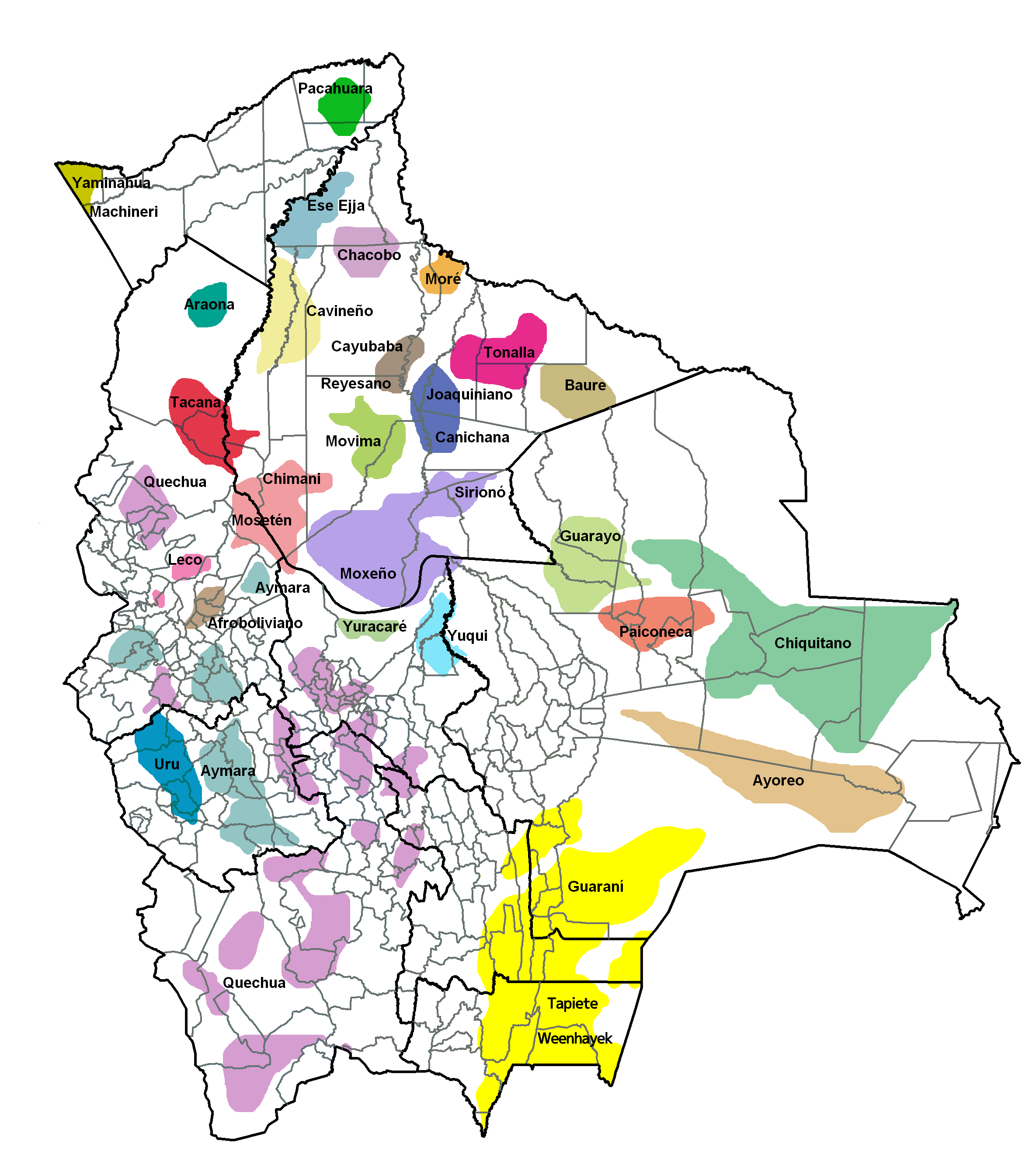
Karta som visar ursprungsfolk i Bolivia. I nordväst är araonas område markerat.

Araonas (Arauna, Arahuna, Alaona, Cavina, Caviña, Kavina, och Kaviña) är ett ursprungsfolk i Bolivia, i Amazonas i den norra delen av departementet La Paz. De lever på båda sidorna om Madre de Diosfloden norr om Genechiquiafloden samt på båda sidor av Manuripefloden nära Madre de Dios. Araona-språket tillhör familjen Tacana-språk.
De var seminomader och levde därmed utspridda, men numera är de mer bofasta. De fösörjer sig på jordbruk, jakt och fiske. Genom insamling av paranötter som de sedan kan sälja har de en inkomstkälla.

## Namn
Araonas är det namn araonas själva använder. De är även kända som Caviña vilket egentligen är namnet på en av de två klangrupper som araonas delas in i. Cavina är också ett ortnamn samt ursprunget till namnet på de besläktade men längre österut levande cavineña. Enligt Alfred Métraux är araonas och cavineña så närbesläktade att det är svårt att beskriva dem som olika grupper. Araonas har även blivit kallade "södra quechuas" eftersom det finns likheter med deras mytologi. Dock är araonasspråket och quechuaspråket helt olika.

## Historia
Under 1800-talet motsatte sig araonas jesuiternas missionsverksamhet men under århundradets senare del lyckades jesuiterna omvända en del av araonas. Från och med 1860-talet deltog även araonas i den omfattande gummiindustrin. De stora förändringarna i deras levnadsförhållanden medförde att befolkningen decimerades.